# Demandice
Demandice (in ungherese Deménd) è un comune della Slovacchia facente parte del distretto di Levice, nella regione di Nitra.